# Achí
Achí est une municipalité située dans le département de Bolívar, en Colombie.